# Wiltonia elongata
Wiltonia elongata là một loài nhện trong họ Orsolobidae.
Loài này thuộc chi Wiltonia. Wiltonia elongata được Raymond Robert Forster & Norman I. Platnick miêu tả năm 1985.